# حسن الكعبي
حسن كريم مطر شمخي الكعبي (ولد في 1971) ولد في محافظة بغداد، فاز بالانتخابات التشريعية العراقية لعام 2018 وانتخبه مجلس النواب العراقي بصفة النائب الأول لرئيس البرلمان العراقي.

## سيرته الذاتية
ولد عام 1971، وهو متزوج، تخرج من كلية القانون بجامعة بغداد لعام 1995، ولديه ماجستير علوم سياسية، شغل منصب رئيس المركز المدني للدراسات والأصلاح القانوني، وناشط في مجال حقوق الأنسان، وعمل في المحاماة منذ عام 1995 حتى 2003، وعمل في وزارة حقوق الأنسان بقسم السجون ومراكز الاعتقال وقد ساعد المعتقلين من التيار الصدري بتسهيل خروجهم من المعتقلات، ومستشاراً لمحافظة بغداد لمدة 4 سنوات، وشغل منصب قائممقام مدينة الصدر، وشارك في العديد من الدورات، ولديه شهادة التدريب من الأمم المتحدة، وعضو في اللجنة المشرفة على مشروع الصدر التعليمي في بغداد، وعضو الهيئة الإدارية لنادي القوة الجوية.

### النائب الأول لمجلس النواب العراقي
في يوم 15 أيلول/سبتمبر، 2018 رشحه تحالف سائرون نحو الإصلاح، لمنصب النائب الأول لرئيس البرلمان، بدلاً عن حسن العاقولي، وانتخبه البرلمان العراقي نائباً أول لرئيس البرلمان العراقي محمد الحلبوسي ب210 صوتاً.
وانتخب البرلمان العراقي بشير الحداد النائب الثاني لرئيس مجلس النواب العراقي.

## وصلات خارجية
أخبار النائب الأول حسن الكعبي